# فمینیسم در فرهنگ
فمینیسم در فرهنگ (انگلیسی: Feminism in culture) به طرق مختلف تأثیر گذاشته است و مشهور است که توسط آنجلا مک‌رابی، لورا مالوی و دیگران در رابطه با فرهنگ تئوریزه شده است. تیموتی لوری و جسیکا کین استدلال کرده‌اند که «با توجه به این‌که فرهنگ عامه عموماً توسط مردان و برای مردان ساخته شده است، یکی از مهم‌ترین نوآوری‌های فمینیسم بررسی جدی روش‌های دریافت فرهنگ عامه توسط زنان بوده است». این امر در اشکال مختلف، از جمله ادبیات، موسیقی، فیلم و سایر فرهنگ‌ها منعکس می‌شود.

## نویسندگی زنان

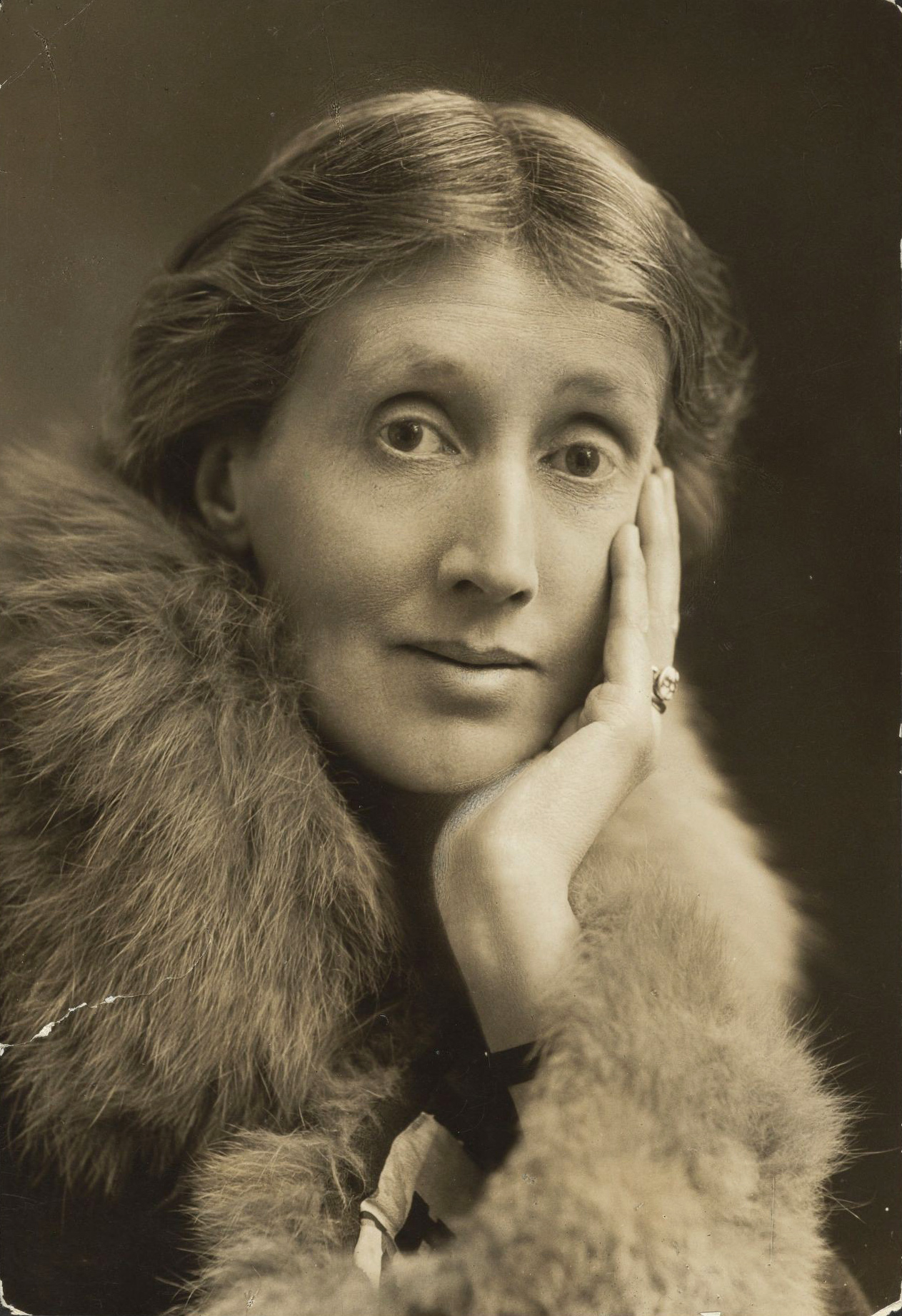
ویرجینیا وولف

نویسندگی زنان اخیراً به‌عنوان مقوله‌ای جداگانه از فعالیت‌های علمی وجود داشته است. در غرب، موج دوم فمینیسم باعث ارزیابی مجدد کلی از مشارکت‌های تاریخی زنان شد، و زیرشاخه‌های مختلف دانشگاهی، مانند تاریخ زنان و نویسندگی زنان (از جمله به زبان انگلیسی) با این باور که زندگی و مشارکت زنان به‌عنوان حوزه‌های مورد علاقه علمی کمتر ارائه شده است، توسعه یافت. ویرجینیا بلین و همکارانش رشد علاقه به نگارش زنان را از سال ۱۹۷۰ با عنوان «قوی» توصیف کردند. بخش عمده‌ای از این دوره اولیه مطالعات ادبی فمینیستی به کشف مجدد و احیای متون نوشته‌شده توسط زنان واگذار شد. مطالعاتی مانند مادران رمان: ۱۰۰ نویسنده زن خوب قبل از جین آستن اثر دیل اسپندر (۱۹۸۶) و ظهور رمان‌نویس زن (۱۹۸۶) اثر جین اسپنسر، در تأکید آن‌ها بر این که زنان همیشه در حال نوشتن بوده‌اند، راهگشا بودند. متناسب با این رشد علاقه علمی، مطبوعات مختلف کار انتشار مجدد متون بلند را آغاز کردند. انتشارات ویراگو در سال ۱۹۷۵ شروع به انتشار فهرست بزرگی از رمان‌های قرن نوزدهم و اوایل قرن بیستم کرد و یکی از اولین مطبوعات تجاری بود که به پروژه احیاء پیوست. در دهه ۱۹۸۰، پاندورا پرس، مسئول انتشار مطالعه اسپندر، مجموعه‌ای همراه از رمان‌های قرن هجدهم را که توسط زنان نوشته شده بود، منتشر کرد. اخیراً انتشارات برادویو شروع به انتشار آثار قرن هجدهم و نوزدهم کرده است، که بسیاری از آن‌ها تاکنون چاپ نشده بودند، و دانشگاه کنتاکی مجموعه‌ای از رمان‌های اولیه زنان را بازنشر کرده است. به گفته یکی از ویراستاران «اکثر زنان ما در کتاب‌های مرجع «استاندارد» حضور ندارند.

### علمی تخیلی
در دهه ۱۹۶۰، ژانر علمی تخیلی هیجان‌گرایی خود را با نقدهای سیاسی و تکنولوژیک ترکیب کرد تا داستان علمی تخیلی فمینیستی تولید کند. با ظهور فمینیسم، زیر سؤال بردن نقش‌های زنان به بازی‌ای منصفانه برای این «ژانر خرابکارانه و گسترش‌دهنده ذهن» تبدیل شد. دو متن اولیه عبارتند از: دست چپ تاریکی اثر اورسولا لو گویین (۱۹۶۹) و مردِ زن اثر جوانا راس (۱۹۷۰). آن‌ها با ایجاد آرمان‌شهرهایی که جنسیت را از بین می‌برند، ماهیت اجتماعی نقش‌های جنسیتی را برجسته می‌کنند. هر دو نویسنده همچنین در نقد فمینیستی از داستان‌های علمی تخیلی در دهه‌های ۱۹۶۰ و ۱۹۷۰، در مقالات گردآوری‌شده در زبان شب (لو گویین، ۱۹۷۹) و چگونه نوشتن زنان را سرکوب کنیم (راس، ۱۹۸۳) پیشگام بودند. یکی دیگر از آثار مهم علمی-تخیلی فمینیستی، خویشاوند اثر اکتاویا باتلر است.

## فیلم‌های زنان
اصطلاح «سینمای زنان» معمولاً به کارهای کارگردانان زن اطلاق می‌شود. همچنین می‌تواند آثار زنان دیگر پشت دوربین مانند فیلم‌برداران و فیلم‌نامه‌نویسان را دربرگیرد. اگرچه مشارکت زنان تدوین‌گر، طراح صحنه و لباس و طراحان تولید معمولاً به اندازه کافی برای توجیه اصطلاح «سینمای زنانه» تعیین‌کننده تلقی نمی‌شود، اما تأثیر زیادی بر تأثیر بصری هر فیلمی دارد.
در فیلمی از فرهنگ عامیانه از کاترین هپبورن؛ فیلم زن سال (۱۹۴۲)، که گرچه فیلمی زنانه نیست، اما اشاره اولیه‌ای به «جنبش فمینیستی» دیده می‌شود.
فیلم دیگری به نام «وقتی عصبانی است زیباست» که در سال ۲۰۱۴ منتشر شد، جزئیات جنبش آزادی زنان در ایالات متحده را با روایت‌های واقعی زنان درگیر نشان می‌دهد.

## موسیقی زنان

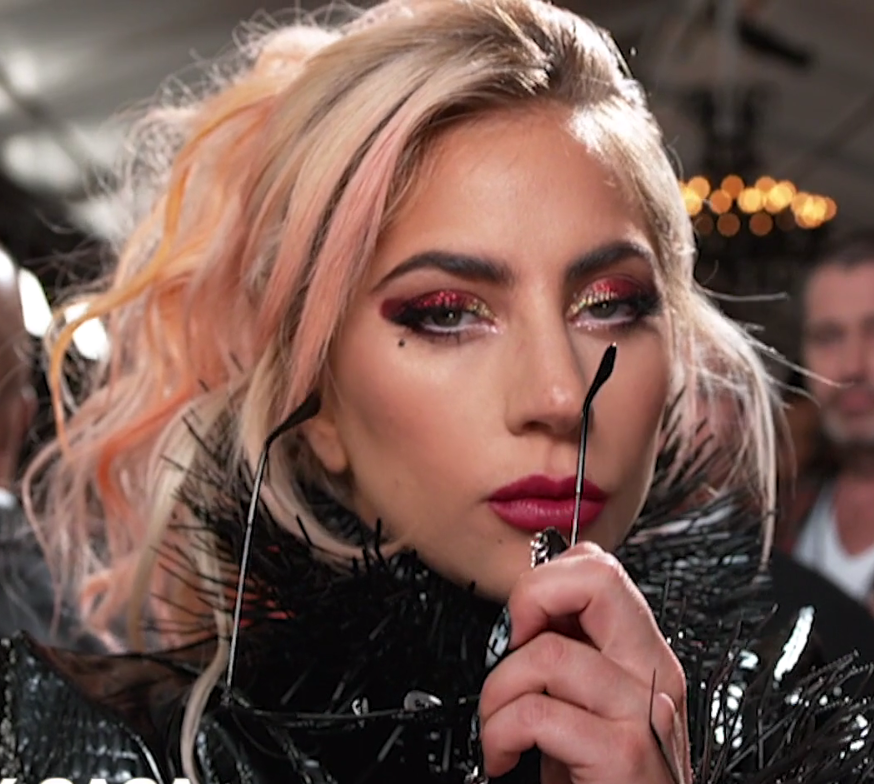
لیدی گاگا نمونه‌ای از موزیسین‌های زن فمینیست اخیر است.

موسیقی زنان (یا موسیقی زنانه یا موسیقی ویمین) برای زنان و دربارهٔ زنان است. این ژانر به‌عنوان بیانی موسیقایی از جنبش فمینیستی موج دوم و همچنین جنبش‌های کارگری، حقوق مدنی و صلح ظهور کرد. این جنبش توسط لزبین‌هایی مانند کریس ویلیامسون، مگ کریستین، و مارجی آدام، فعالان زن آفریقایی-آمریکایی مانند برنیس جانسون ریگون و گروهش «سوییت هانی در راک» و هالی نی‌یر فعال صلح آغاز شد. زنان دیگری مانند مدونا، سیندی لاپر و لیدی گاگا نیز امروز با شکستن موانع و اجازه دادن به هنرمندان از هر طبقه‌ای، موسیقی فمینیستی را متحول کردند. موسیقی زنان همچنین به صنعت گسترده‌تر موسیقی زنان اشاره دارد که فراتر از هنرمندان اجراکننده است و شامل نوازندگان استودیویی، تهیه‌کنندگان، صدابرداران، تکنسین‌ها، طراحان جلد، توزیع‌کنندگان، مروجین و برگزارکنندگان جشنواره‌ها می‌شود که زن هستند.

## جنبش رایت گرررل

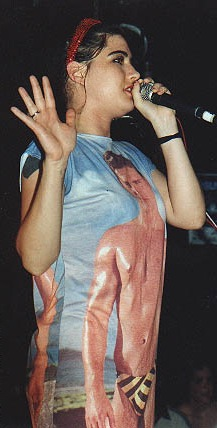
کتلین هانا خواننده گروه بیکینی کیل، یک گروه موسیقی رایت گرررل که در سال ۱۹۹۰ تشکیل شد.

رایت گرررل یک جنبش پانک زیرزمینی فمینیستی است که در دهه ۱۹۹۰ آغاز شد و با فمینیسم موج سوم مرتبط است (گاهی به‌عنوان نقطه شروع آن دیده می‌شود). این بر اساس فلسفه «خودت انجام بده» ارزش‌های پانک بود. طرف‌داران رایت گرررل موضعی ضدشرکتی مبنی بر خودکفایی و اتکا به خود اتخاذ کردند. تأکید آن‌ها بر هویت جهانی زنانه و جدایی‌طلبی با فمینیسم موج دوم پیوند نزدیک‌تری نسبت به موج سوم دارد. گروه‌های رایت گرررل به موضوعاتی مانند تجاوز جنسی، سوءاستفاده خانگی، جنسیت و توانمندسازی زنان می‌پردازند. برخی از گروه‌های مرتبط با این جنبش عبارتند از بیکینی کیل، برات‌موبیل، اکسکیوز۱۷، فری کیتن، هیونز تو بتسی، هاگی بیر، ال۷ و تیم درش. رایت گرررل علاوه بر یک صحنه موسیقی، یک خرده‌فرهنگ نیز هست. مج، اخلاق «خودت انجام بده»، هنر، کنش سیاسی و کنشگری بخشی از جنبش هستند. رایت گرررل جلساتی برگزار می‌کنند و از زنان در موسیقی حمایت کرده و ان‌ها سازماندهی می‌کنند.
جنبش رایت گرررل از المپیا، واشینگتن و واشینگتن، دی.سی. در اوایل دهه ۱۹۹۰ سرچشمه گرفت. و به دنبال این بود که به زنان قدرت کنترل صدا و بیان هنری خود را بدهد.

## پورنوگرافی
جنگ‌های جنسی فمینیستی اصطلاحی است برای بحث‌های تند جنبش فمینیستی در اواخر دهه ۱۹۷۰ تا دهه ۱۹۸۰ در مورد مسائل مربوط به فمینیسم، جنسیت، بازنمایی جنسی، پورنوگرافی، سادومازوخیسم، نقش زنان ترنس در جامعه لزبین‌ها، و سایر موضوعات جنسی. مسائل مربوط به فمینیسم و پورنوگرافی، فمینیسم ضدپورنوگرافی را در برابر فمینیسم مثبت‌نگر جنسی قرار داد و بخش‌هایی از جنبش فمینیستی توسط این بحث‌ها تقسیم شد.

## کار جنسی و صنعت سکس
دیدگاه‌های فمینیستی در مورد کار جنسی و فحشا متفاوت است. حامیان فمینیست حقوق کارگران جنسی و جرم‌زدایی استدلال می‌کنند که حق زنان برای کنترل بدن و تمایلات جنسی خود شامل حق مشارکت در تجارت جنسی توافقی است. آن‌ها همچنین استدلال می‌کنند که جرم‌انگاری و انگ اجتماعی کار جنسی و کارگران جنسی، تنها به حاشیه راندن و قربانی شدن موجودی است که این کار را انجام می‌دهد. از سوی دیگر، مخالفان فمینیست فحشا استدلال می‌کنند که فحشا چنان با اجبار، قاچاق انسان، استثمار و خشونت در هم آمیخته است که در عمل از خود این اعمال قابل تفکیک نیست. آن‌ها همچنین استدلال می‌کنند که فحشا و سایر اشکال کار جنسی ذاتاً محصول مردسالاری و تبعیض جنسیتی است و وجود حتی کار جنسی توافقی برای جامعه و به‌ویژه زنان مضر است. درحالی‌که فمینیست‌ها در تمام مواضع عموماً موافق هستند که جرم‌انگاری مستقیم زنان در روسپی‌گری باید پایان یابد، در مورد موضوعات دیگر دربارهٔ رویکردهای قانونی به تجارت جنسی، وضعیت کارگران جنسی، یا ماهیت کار جنسی، اتفاق نظر کمی وجود دارد یا اصلاً وجود ندارد.